# عبيد الله بن زياد
عُبَيد الله بن زياد بن أبيه (32 - 67 هـ) يُكنى بأبي حفص، وهو والي العراق ليزيدَ بن معاوية. وليَ البصرة سنة 55 هـ، ووليَ خُراسان. قتله إبراهيم بن مالك الأشتر النَّخعي سنة 67 هـ في معركة الخازر، واشتَهَر أنه قاتلُ سِبْط رسول الله الحسين بن علي.

## ولايته وفتوحاته
لمَّا مات زياد بن أبيه، ولَّى معاوية بن أبي سفيان على البصرة سمرة بن جندب سنة ونصف السنة، ثم عزله وولَّى عليها عبد الله بن عَمرو بن غيلان بن سلمة ستة أشهر، ثم عزله وولَّى عليها عبيد الله بن زياد سنة 55 هـ. ووليَ مع البصرة خراسان أيضًا، وعمره 22 سنة. 
وسار بجيش مكوَّن من عشرين ألف جُندي على الإبل، ففتح بيكَنْد، ونَسَف، ورامَدين؛ وهي حامياتُ مملكة بُخارى. وكان معه في فتوحاته زياد بن عثمان الثقفي، والمُهلَّب بن أبي صُفْرة الأزدي. فكان أولَ عربي قطع جيحون، وفتح بيكَنْد وغيرها. ثم أرسله أبوه ففتح سِجِسْتان، وزابل، وكابول، وقهستان.
ثم ولَّاه ابن عمِّه الخليفة يزيد بن معاوية على البصرة والكوفة، ليقضيَ على ثورة آل البيت، وقضى عليها وصار حاكمًا عليها حتى موت يزيد. وبنى في زمن خلافة يزيد مدينةَ البيضاء، وجعل باب القصر الأبيض الذي كان لكِسرى عليها، وبنى الحمراء وهي على سكة المربد، فكان يشتي في الحمراء ويصيف في البيضاء.

## فراره
بعد موت يزيد، تولَّى معاوية بن يزيد الخلافةَ على دمشق، في حين أقام ابن الزُّبَير خلافته في الحِجاز، وبدأ يتوسَّع في اتجاه العراق، ففرَّ عبيد الله إلى دمشق، وكان معه عَمرو بن الحجَّاج الزبيدي المَذْحِجِي.

## حملته على العراق

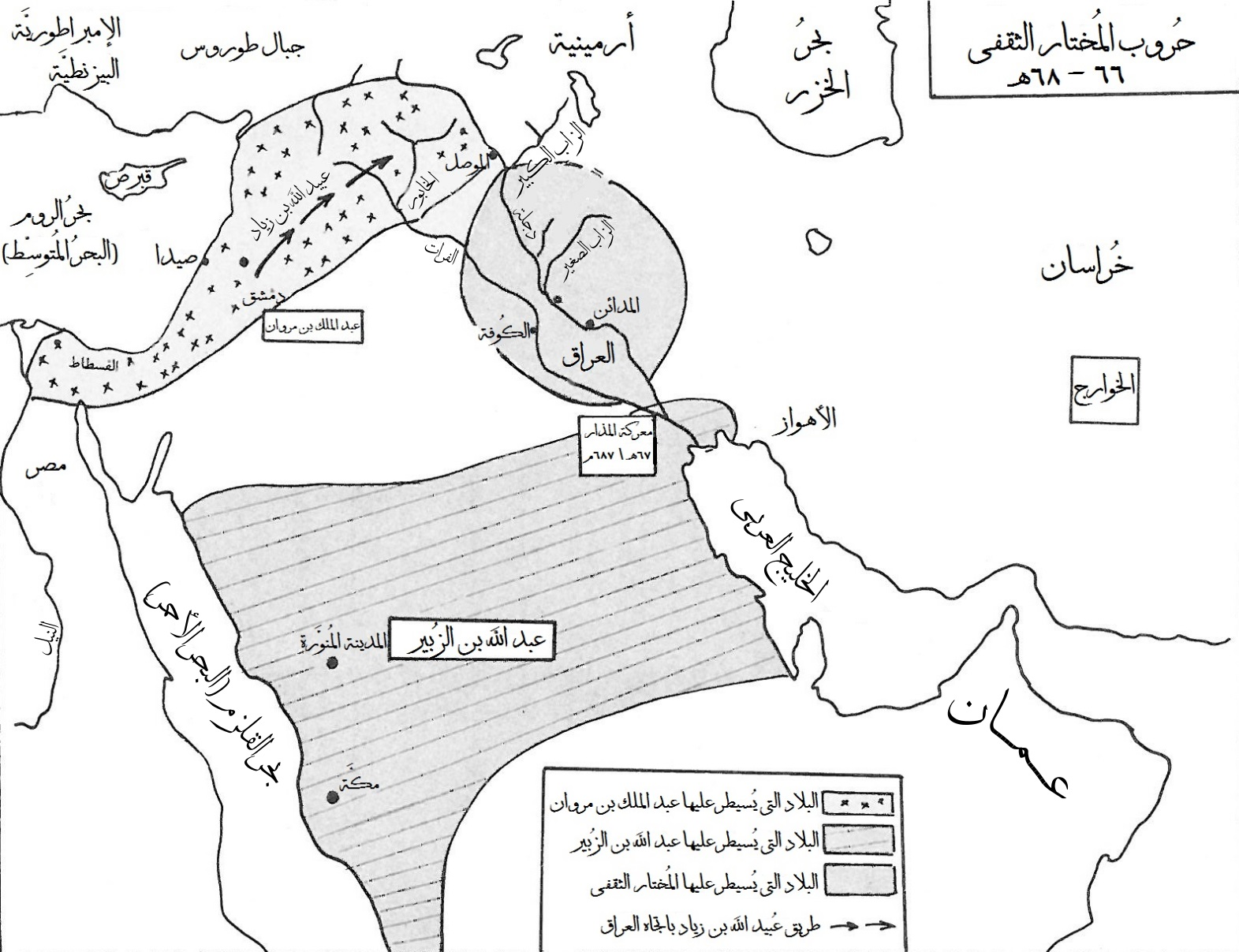
مناطق نفوذ المختار وعبد الملك وابن الزبير

مضى عُبَيد الله بن زياد بحَملة ومعه خمسة عشر ألف مقاتل، لاسترداد العراق من مصعب بن الزبير والي العراق لأخيه عبد الله بن الزبير، لكنه تفاجأ بأعداء جدُد وهم فرقة سليمان بن صُرَد المعروفين بـ (التوَّابين)، وفرقة المختار، فهزَم عبيد الله التوَّابين، لكنَّه بعد سنتين هزمته فرقة المختار بن أبي عبيد الثقفي عام 67 هـ.

## مقتله
قُتل عبيد الله بن زياد سنة 67 هـ على يد إبراهيم بن الأشتر النخعي، الذي كان قد خرج من الكوفة في ذي الحِجَّة من عام 66 هـ قاصدًا ابن زياد في أرض المَوصِل، فالتقيا بمكان يقال له الخازر بينه وبين الموصل خمسة فراسخ، فباغَت ابن الأشتر جيشَ ابن زياد، وأخذ يحرِّض جنده قائلًا:
| عبيد الله بن زياد | هذا قاتل ابن بنت رسول الله صلى الله عليه وسلم، قد جاءكم الله به وأمكنكم الله منه اليوم، فعليكم به، فإنه قد فعل في ابن بنت رسول الله صلى الله عليه وسلم ما لم يفعله فرعون في بني إسرائيل! هذا ابن زياد قاتل الحسين الذي حال بينه وبين ماء الفرات أن يشرب منه هو وأولاده ونساؤه، ومنعه أن ينصرف إلى بلده أو يأتي يزيد بن معاوية حتى قتله. ويحكم! اشفوا صدوركم منه، وارووا رماحكم وسيوفكم من دمه، هذا الذي فعل في آل نبيكم ما فعل، قد جاءكم الله به. | عبيد الله بن زياد |

وأقبل ابن زياد في جيش كبير، على ميمنته الحُصَين بن نمير السكوني وعلى الميسرة عُمَير بن الحُباب السُّلَمي (الذي كان قد اجتمع بابن الأشتر ووعده أنه معه وأنه سينهزم بالناس غدًا)، وعلى الخيل شُرَحبيل بن ذي الكِلاع الحِمْيَري، وابن زياد في الرجَّالة يمشي معهم. وعندما التقى الجيشان حمل الحصين بن نمير بالميمنة على ميسرة جيش ابن الأشتر فهزمها وقتل أميرَها علي بن مالك الجُشَمي، فأخذ رايته من بعده ولدُه قُرًّة بن علي بن مالك فقُتل أيضًا. 
واستمرَّت ميسرة جيش ابن الأشتر ذاهبة، فجعل ابن الأشتر يناديهم: "إليَّ يا شرطةَ الله، أنا ابن الأشتر"، وقد كشفَ عن رأسه ليعرفوه فاجتمعوا إليه، ثم حملت ميمنةُ أهل الكوفة على ميسرة أهل الشام، وقيل: بل انهزمَت ميسرة أهل الشام وانحازت إلى ابن الأشتر، واشتدَّ القتال، فانهزم جيشُ الشام، وثبتَ عبيد الله بن زياد في موقفه حتى اجتاز به ابنُ الأشتر فقتله، وهو لا يعرفه، لكن قال لأصحابه: التمسوا في القتلى رجلًا ضربته بالسيف فنفحَني منه ريحُ المِسك، شرَّقت يداه وغرَّبت رِجلاه وهو واقفٌ عند راية منفردة على شاطئ نهر خازر، فالتمَسوه فإذا هو عبيد الله بن زياد، وإذا هو قد ضربه ابن الأشتر فقطعه نصفين، فاحتزُّوا رأسَه وبعثوه إلى المختار في الكوفة مع البِشارة بالنصر والظفَر بأهل الشام.
قُتل من سادة أهل الشام ورؤوسهم أيضًا الحصين بن نمير السكوني، وشرحبيل بن ذي الكلاع، وأتبع الكوفيون أهل الشام فقتلوا منهم مقتلةً عظيمة، وغرق منهم أكثرُ ممَّن قُتل، واحتازوا ما كان في معسكرهم من الأموال والخيل.

## من أخباره
- روى ابن عساكر: أن معاوية بن أبي سفيان كتب إلى زياد بن أبيه: أن أوفِد إليَّ ابنك، فلما قدِمَ عليه عبيد الله لم يسأله معاوية عن شيء إلا نفَذ منه، حتى سأله عن الشِّعر فلم يعرف منه شيئًا، فقال له: ما منعَكَ من تعلُّم الشِّعر؟ فقال: يا أميرَ المؤمنين، إني كرهتُ أن أجمعَ في صدري مع كلام الرحمن كلامَ الشيطان. فقال معاوية: اغرُب فوالله ما منعَني من الفِرار يومَ صِفِّين إلا قولُ ابن الإطنابة:

ثم كتب معاوية إلى أبيه: أن رَوِّه من الشعر، فروَّاه حتى كان لا يسقطُ عنه منه شيءٌ بعد ذلك، ومن شِعره قوله:
وقد سأل معاوية يومًا أهلَ البصرة عن ابن زياد فقالوا: إنه لظريف ولكنَّه يلحَن. فقال: أوليسَ اللحن أظرفَ له؟ قال ابن قتيبة: إنما أرادوا أنه يلحن في كلامه، أي: يُلغِز، وهو ألحَنُ بحُجَّته كما قال الشاعر في ذلك:
فاستحسن معاوية منه السهولةَ في الكلام، وأنه لم يكن ممَّن يتعمَّق في كلامه ويفخِّمه، ويتشدقَّ فيه.
وقيل: أردوا أنه كانت فيه لُكنة من كلام العَجَم، فإن أمَّه مَرجانة كانت بنتَ بعض ملوك الأعاجم يزدجرد. وقال يومًا لبعض الخوارج: أهروريٌّ أنت؟ يعني: أحَرُوريٌّ أنت؟ وقال يومًا: من كاتلَنا كاتَلْناه، أي: من قاتلَنا قاتَلْناه. وقول معاوية: ذاك أظرفُ له، أي: أجودُ له حيث نزعَ إلى أخواله، وقد كانوا يوصفون بحسن السياسة وجودة الرعاية ومحاسن الشِّيَم.
- جاء رجل إلى ابن زياد فقال: أصلح الله الأمير إن امرأتي ماتت، وإني أريد أن أتزوَّج أمَّها. فقال له: كم عطاؤك في الديوان؟ فقال: سبعمئة. فقال: يا غلامُ حطَّ من عطائه أربعمئة. ثم قال له: يكفيك من فقهك هذا ثلاثمئة.

- تخاصمَت أم الفجيج وزوجها إلى ابن زياد وقد أحبَّت المرأة أن تفارقَ زوجها. فقال أبو الفجيج: أصلح الله الأمير، إن خير شطرَي الرجل آخره، وإن شرَّ شطرَي المرأة آخره. فقال: وكيف ذلك؟ فقال: إن الرجل إذا أسنَّ اشتدَّ عقله واستحكم رأيه وذهب جهله، وإن المرأة إذا أسنَّت ساء خلقها وقلَّ عقلها وعقم رحمُها واحتدَّ لسانها. فقال: صدقتَ خذ بيدها وانصرف.

- قال يحيى بن معين: أمر ابن زياد لصفوان بن محرز بألفي درهم فسُرقت، فقال: عسى أن يكونَ خيرًا. فقال أهله: كيف يكون هذا خيرًا؟ فبلغ ذلك ابنَ زياد فأمر له بألفين آخرين، ثم وجد الألفين فصارت أربعة آلاف فكان خيرًا.

- قيل لهند بنت أسماء بن خارجة الفَزارية، وكانت قد تزوَّجت بعد مقتل ابن زياد أزواجًا من ولاة العراق: مَن أعزُّ أزواجك عندك وأكرمهم عليك؟ فقالت: ما أكرمَ النساء أحدٌ إكرام بشر بن مروان، ولا هاب النساء هيبة الحجَّاج بن يوسف، ووَدِدتُّ أن القيامة قد قامت فأرى عبيد الله بن زياد وأشتفي من حديثه والنظر إليه، وكان أتى عذارتها وقد تزوَّجت بالآخرين أيضًا.

- قال عثمان بن أبي شيبة: أول من جهر بالمعوذتين في الصلاة المكتوبة ابن زياد، قلت: يعني: والله أعلم في الكوفة، فإن ابن مسعود كان لا يكتبهما في مصحفه وكان فقهاء الكوفة عن كبراء أصحاب ابن مسعود يأخذون والله أعلم.
- كانت في ابن زياد جرأة وإقدام ومبادرة إلى ما لا يجوز، وما لا حاجة له به، لما ثبت في الحديث الذي رواه أبو يعلى ومسلم، عائذ بن عمرو دخل على عبيد الله بن زياد فقال: أي بني، سمعت رسول الله صلى الله عليه وسلم يقول: «إن شر الرعاء الحطمة، فإياك أن تكون منهم».

فقال له: اجلس فإنما أنت من نخالة أصحاب رسول الله صلى الله عليه وسلم.
فقال: وهل كان فيهم نخالة؟ إنما كانت النخالة بعدهم وفي غيرهم.
دخل عبيد الله بن زياد على معقل بن يسار يعوده فقال له: إني محدثك بحديث سمعته من رسول الله صلى الله عليه وسلم أنه قال: «ما من رجل استرعاه الله رعية يموت يوم يموت وهو غاش لهم إلا حرم الله عليه الجنة».
- لما مات معقل بن يسار صلى عليه عبيد الله بن زياد ولم يشهد دفنه، واعتذر بما ليس يجدي شيئا وركب إلى قصره، ومن جراءته إقدامه على الأمر بإحضار الحسين إلى بين يديه وإن قتل دون ذلك، وكان الواجب عليه أن يجيبه إلى سؤاله الذي سأله فيما طلب من ذهابه إلى يزيد أو إلى مكة أو إلى أحد الثغور، فلما أشار عليه شمر بن ذي الجوشن بأن الحزم أن يحضر عندك وأنت تسيره بعد ذلك إلى حيث شئت من هذه الخصال أو غيرها، فوافق على رأي شمر على ما أشار به من إحضاره بين يديه فأبى الحسين أن يحضر عنده ليقضي فيه بما يراه ابن زياد.
- لما مات يزيد بن معاوية بايع الناس في الكوفة والبصرة لعبيد الله بن زياد حتى يجتمع الناس على إمام، ثم خرجوا عليه فأخرجوه من بين أظهرهم، فسار إلى الشام فاجتمع بمروان بن الحكم، وزين له أن يتولى الخلافة ويدعو إلى نفسه ففعل ذلك، وخالف الضحاك بن قيس الفهري، ثم انطلق عبيد الله إلى الضحاك بن قيس فما زال به يكايده حتى أخرجه من دمشق إلى مرج راهط.

ثم زين للضحاك أن يدعوا إلى نفسه بالبيعة وخلع ابن الزبير ففعل، فانحل نظامه ووقع ما وقع بمرج راهط، من قتل الضحاك وخلق معه هنالك، فلما تولى مروان أرسل ابن زياد إلى العراق في جيش فالتقى هو جيش التوابين مع سليمان بن صرد فكسرهم، واستمر قاصدا الكوفة في ذلك الجيش، فتعوق في الطريق بسبب من كان يمانعه من أهل الجزيرة الفراتية من القبائل القيسية الذين يناصرون ابن الزبير.
ثم اتفق خروج إبراهيم بن الأشتر النخعي إليه في سبعة آلاف، وكان مع ابن زياد أضعاف ذلك، ولكن ظفر به ابن الأشتر فقتله شر قتلة على شاطئ نهر الخازر قريبا من الموصل بخمس مراحل.
ثم بعث ابن الأشتر برأسه إلى المختار بن أبي عبيد ومعه رأس الحصين بن نمير، وشرحبيل بن ذي الكلاع وجماعة من رؤساء أصحابهم، فسر بذلك المختار.